# Distrito 8 (Cidade de Ho Chi Minh)
O Distrito 8 (em Vietnameita:Quan 8) é um dos 24 distritos da Cidade de Ho Chi Minh, no Vietnam. Está localizado na região sul da cidade . Com uma área total de 19,18 km², o distrito tem uma população de 421 547 habitantes, de acordo com dados de 2010, sendo um dos mais populosos da cidade. O distrito está dividido em 16 pequenos subconjuntos que são chamados de alas. 